# Li Huifen
Li Huifen (kinesiska: 李 惠芬 ), född 14 oktober 1963 i Shijiazhuang, är en kinesisk bordtennisspelare. Hon tog individuellt OS-silver i Seoul år 1988.

## Karriär
Under sin femton år långa karriär lyckades Li Huifen i olika större tävlingar vinna 37 guldmedaljer, 16 silver och 16 brons. Hennes största individuella merit var silvret i singelturneringen i 1988 års sommar-OS, där Kina vann alla medaljerna i både damernas och herrarnas singelturneringar. Li deltog både 1987 och 1989 i det kinesiska damlandslag som tog guld vid bordtennis-VM.
1998, efter att Li avslutat sin karriär som spelare, blev hon tränare för Hongkongs damlandslag. Hon förde både 2004 och 2006 laget till en andraplats i lag-VM i bordtennis. Maj 2013 slutade hon som landslagstränare för damlandslaget.

## Meriter (urval)
- 1985 – US Open: 1:a i singel, dubbel, mixed dubbel och lag
  - 1985 – Kinesiska mästerskapen: 1:a i singel, dubbel och lag
- 1986 – Asiatiska mästerskapen: kvartsfinal i singel, semifinal i dubbel
- 1987 – All China Games: 1:a i dubbel
  - 1987 – Asian Cup: 2:a i singel
  - 1987 – VM: 2:a i dubbel, 1:a i lag
- 1988 – Asiatiska mästerskapen: semifinal i både singel och dubbel
  - 1988 – Asian Cup: 2:a i singel
  - 1988 – OS: 2:a i singel
- 1989 – VM: 2:a i dubbel, 1:a i lag

Källor: 

## Källhänvisningar
1. ↑  ”Arkiverade kopian”. Arkiverad från originalet den 13 november 2012. https://web.archive.org/web/20121113022909/http://www.sports-reference.com/olympics/athletes/li/li-huifen-1.html. Läst 21 augusti 2014.
2. ↑  "Li Huifen". Arkiverad 13 november 2012 hämtat från the Wayback Machine. Sports-reference.com. Läst 21 augusti 2014. (engelska)
3. 1 2 3  "Coaches & Speakers". Spcc.edu.hk. Läst 21 augusti 2014. (engelska)
4. ↑  "China completes Olympic table tennis sweep". Xinhuanet.com, 2008-08-23. Läst 22 augusti 2014. (engelska)
5. 1 2  "Li Huifen (CHN)". Arkiverad 3 oktober 2012 hämtat från the Wayback Machine. Ittf.com. Läst 21 augusti 2014. (engelska)
6. ↑  Chan Kin-wa (2013-05-03): "Hong Kong's Lee Ho-ching receives boost in world table tennis rankings". Scmp.com. Läst 21 augusti 2014. (engelska)